# Reckless 30th Anniversary Tour
Reckless 30th Anniversary Tour  è  il tour musicale del 30º anniversario della pubblicazione di Reckless dal cantante rock canadese Bryan Adams.
Il Reckless 30th Anniversary Tour UK / EU 2014 si è svolto nei mesi di novembre e dicembre 2014.
Oltre al Regno Unito, il tour si è svolto in diverse nazioni europee fra cui : Francia, Belgio, Paesi Bassi, Germania, Svizzera, Austria, Slovenia, Polonia.
La prima data del tour è stata effettuata il 13 novembre 2014 a Nottingham, Regno Unito presso la Capital FM Arena per concludersi il 16 dicembre 2014 a Cracovia, Polonia presso la Cracovia Arena per un totale di 23 date.
Nei mesi di gennaio e febbraio 2015 il tour ha fatto tappa in Canada per 15 date; nel mese di marzo 2015 ha fatto tappa in Europa, dove ha effettuato concerti in diverse nazioni fra cui : Danimarca, Norvegia, Svezia, Finlandia per citrane alcune.
Dal mese di aprile a settembre 2015, la tournée ha fatto tappa negli Stati Uniti.
La scenografia è stata curata da Willie Williams.

| Recensione         | Giudizio |
| ------------------ | -------- |
| Fraze Pavilion.com | [ 8 ]    |
| Toronto Sun        | [ 9 ]    |

## Reckless 30th Anniversary Tour UK & EU 2014/2015 - Canada 2015 - U.S.A. 2015 -(date)
| Numero | Data     | Luogo                                                           | Bandiera               | Nazione               |
| ------ | -------- | --------------------------------------------------------------- | ---------------------- | --------------------- |
| 1      | 13/11/14 | Capital FM Arena, Nottingham                                    | Regno Unito (bandiera) | Regno Unito           |
| 2      | 14/11/14 | The Hydro, Glasgow, Scozia                                      | -                      | Regno Unito           |
| 3      | 15/11/14 | Echo Arena, Liverpool                                           | Regno Unito (bandiera) | Regno Unito           |
| 4      | 16/11/14 | Metro Radio Arena, Newcastle                                    | Regno Unito (bandiera) | Regno Unito           |
| 5      | 18/11/14 | Motorpoint Arena, Sheffield                                     | Regno Unito (bandiera) | Regno Unito           |
| 6      | 19/11/14 | LG Arena, Birmingham                                            | Regno Unito (bandiera) | Regno Unito           |
| 7      | 21/11/14 | Motorpoint Arena, Cardiff                                       | -                      | Regno Unito           |
| 8      | 22/11/14 | The O2, Londra                                                  | Regno Unito (bandiera) | Regno Unito           |
| 9      | 23/11/14 | Phones 4U Arena, Manchester                                     | Regno Unito (bandiera) | Regno Unito           |
| 10     | 25/11/14 | First Direct Arena, Leeds                                       | Regno Unito (bandiera) | Regno Unito           |
| 11     | 26/11/14 | Wembley Arena, Londra                                           | Regno Unito (bandiera) | Regno Unito           |
| 12     | 03/12/14 | O2 WORLD, Berlino                                               | Germania (bandiera)    | Germania              |
| 13     | 04/12/14 | Schleyer-Halle, Stoccarda                                       | Germania (bandiera)    | Germania              |
| 14     | 05/12/14 | Zenith, Parigi                                                  | Francia (bandiera)     | Francia               |
| 15     | 06/12/14 | Sportpaleis, Anversa                                            | Belgio (bandiera)      | Belgio                |
| 16     | 08/12/14 | Ziggo Dome, Amsterdam                                           | Paesi Bassi (bandiera) | Paesi Bassi           |
| 17     | 09/12/14 | Lanxess Arena, Colonia                                          | Germania (bandiera)    | Germania              |
| 18     | 10/12/14 | Olympiahalle, Monaco di Baviera                                 | Germania (bandiera)    | Germania              |
| 19     | 12/12/14 | Hallestadion, Zurigo                                            | Svizzera (bandiera)    | Svizzera              |
| 20     | 13/12/14 | Olympiahalle, Innsbruck                                         | Austria (bandiera)     | Austria               |
| 21     | 14/12/14 | Arena Stozice, Lubiana                                          | Slovenia (bandiera)    | Slovenia              |
| 22     | 15/12/14 | Wiener Stadthalle, Vienna                                       | Austria (bandiera)     | Austria               |
| 23     | 16/12/14 | Krakow Arena, Cracovia                                          | Polonia (bandiera)     | Polonia               |
| 24     | 12/01/15 | Save-On Foods Memorial Centre, Victoria, B.C.                   | Canada (bandiera)      | Canada                |
| 25     | 14/01/15 | Rogers Arena, Vancouver, B.C.                                   | Canada (bandiera)      | Canada                |
| 26     | 15/01/15 | Prospera Place, Kelowna, B.C.                                   | Canada (bandiera)      | Canada                |
| 27     | 16/01/15 | Scotiabank Saddledome, Calgary                                  | Canada (bandiera)      | Canada                |
| 28     | 17/01/15 | Rexall Place, Edmonton                                          | Canada (bandiera)      | Canada                |
| 29     | 19/01/15 | Brandt Centre, Regina                                           | Canada (bandiera)      | Canada                |
| 30     | 20/01/15 | MTS Centre, Winnipeg                                            | Canada (bandiera)      | Canada                |
| 31     | 18/02/15 | Scotiabank Centre, Halifax                                      | Canada (bandiera)      | Canada                |
| 32     | 20/02/15 | Canadian Tire Centre, Ottawa, Ont.                              | Canada (bandiera)      | Canada                |
| 33     | 21/02/15 | Rogers K-Rock Centre, Kingston, Ont.                            | Canada (bandiera)      | Canada                |
| 34     | 23/02/15 | Bell Centre, Montréal, Q.C.                                     | Canada (bandiera)      | Canada                |
| 35     | 24/02/15 | Budweiser Gardens, London, Ont.                                 | Canada (bandiera)      | Canada                |
| 36     | 26/02/15 | FirstOntario Centre, Hamilton, Ont.                             | Canada (bandiera)      | Canada                |
| 37     | 27/02/15 | Bell Centre, Montréal, Q.C.                                     | Canada (bandiera)      | Canada                |
| 38     | 28/02/15 | Air Canada Centre, Toronto, Ont.                                | Canada (bandiera)      | Canada                |
| 39     | 17/03/15 | Arena Noord, Frederikshavn                                      | Danimarca (bandiera)   | Danimarca             |
| 40     | 18/03/15 | Energi Arena, Aarhus                                            | Danimarca (bandiera)   | Danimarca             |
| 41     | 19/03/15 | Forum Theatre, Copenaghen                                       | Danimarca (bandiera)   | Danimarca             |
| 42     | 20/03/15 | Spektrum, Oslo                                                  | Norvegia (bandiera)    | Norvegia              |
| 43     | 21/03/15 | Goranson Hall, Sandviken                                        | Svezia (bandiera)      | Svezia                |
| 44     | 23/03/15 | Icehall, Helsinki                                               | Finlandia (bandiera)   | Finlandia             |
| 45     | 25/03/15 | Arena Riga, Riga                                                | Lettonia (bandiera)    | Lettonia              |
| 46     | 26/03/15 | Chizhovka Arena, Minsk                                          | Bielorussia (bandiera) | Bielorussia           |
| 47     | 27/03/15 | Zalgirio Arena, Kaunas                                          | Lituania (bandiera)    | Lituania              |
| 48     | 28/03/15 | Ergo Arena, Danzica                                             | Polonia (bandiera)     | Polonia               |
| 49     | 11/04/15 | Cynthia Woods Mitchell Pavilion, Houston, Texas                 | Stati Uniti (bandiera) | Stati Uniti d'America |
| 50     | 12/02/15 | Allen Event Center, Dallas, Texas                               | Stati Uniti (bandiera) | Stati Uniti d'America |
| 51     | 14/04/15 | The Joint - Hard Rock Casino, Tulsa                             | Stati Uniti (bandiera) | Stati Uniti d'America |
| 52     | 15/04/15 | Fox Theater, St. Louis, Missouri                                | Stati Uniti (bandiera) | Stati Uniti d'America |
| 53     | 17/04/15 | Verizon Amphitheater, Atlanta, Georgia                          | Stati Uniti (bandiera) | Stati Uniti d'America |
| 54     | 18/04/15 | Red Hat Amphitheater, Raleigh, Carolina del Nord                | Stati Uniti (bandiera) | Stati Uniti d'America |
| 55     | 16/05/15 | Mandalay Bay Arena, Las Vegas, Nevada                           | Stati Uniti (bandiera) | Stati Uniti d'America |
| 56     | 18/05/15 | Sandia Resort & Casino Amphitheater, Albuquerque, Nuovo Messico | Stati Uniti (bandiera) | Stati Uniti d'America |
| 57     | 19/05/15 | Comerica Theatre, Phoenix, Arizona                              | Stati Uniti (bandiera) | Stati Uniti d'America |
| 58     | 20/05/15 | Cal Coast Credit Union Open Air Theatre, San Diego, California  | Stati Uniti (bandiera) | Stati Uniti d'America |
| 59     | 22/05/15 | Verizon Amphitheatre, Irvine, California                        | Stati Uniti (bandiera) | Stati Uniti d'America |
| 60     | 23/05/15 | Shoreline Amphitheatre, San Francisco, California               | Stati Uniti (bandiera) | Stati Uniti d'America |
| 61     | 19/06/15 | Bethel Woods Center for the Arts, Bethel, New York              | Stati Uniti (bandiera) | Stati Uniti d'America |
| 62     | 20/06/15 | Bank of NH Meadowbrook Pavilion, Gilford, New Hampshire         | Stati Uniti (bandiera) | Stati Uniti d'America |
| 63     | 22/06/15 | Beacon Theatre, New York, New York                              | Stati Uniti (bandiera) | Stati Uniti d'America |
| 64     | 23/06/15 | Beacon Theatre, New York, New York                              | Stati Uniti (bandiera) | Stati Uniti d'America |
| 65     | 25/06/15 | The Woods Amphitheater, Nashville, Tennessee                    | Stati Uniti (bandiera) | Stati Uniti d'America |
| 66     | 26/06/15 | Charter Spectrum Amphitheater, Greenville, Carolina del Sud     | Stati Uniti (bandiera) | Stati Uniti d'America |
| 67     | 27/06/15 | Family Circle Tennis Centre, Charleston, Carolina del Sud       | Stati Uniti (bandiera) | Stati Uniti d'America |
| 68     | 28/06/15 | St. Augustine Amphitheatre, St. Augustine, Florida              | Stati Uniti (bandiera) | Stati Uniti d'America |
| 69     | 23/07/15 | DTE Energy Theater, Detroit, Michigan                           | Stati Uniti (bandiera) | Stati Uniti d'America |
| 70     | 24/07/15 | Van Andel Arena, Grand Rapids, Michigan                         | Stati Uniti (bandiera) | Stati Uniti d'America |
| 71     | 25/07/15 | FirstMerit Bank Pavilion, Chicago, Illinois                     | Stati Uniti (bandiera) | Stati Uniti d'America |
| 72     | 26/07/15 | Fraze Pavilion, Kettering, Ohio                                 | Stati Uniti (bandiera) | Stati Uniti d'America |
| 73     | 28/07/15 | Delaware State Fair, Harrington, Delaware                       | Stati Uniti (bandiera) | Stati Uniti d'America |
| 74     | 29/07/15 | Blue Hills Bank Pavillion, Boston, Massachusetts                | Stati Uniti (bandiera) | Stati Uniti d'America |
| 75     | 30/07/15 | PNC Bank Center, Holmdel Township, New Jersey                   | Stati Uniti (bandiera) | Stati Uniti d'America |
| 76     | 31/07/15 | CMAC, Rochester, New York                                       | Stati Uniti (bandiera) | Stati Uniti d'America |
| 77     | 01/08/15 | Mohegan Sun Arena, Uncasville, Connecticut                      | Stati Uniti (bandiera) | Stati Uniti d'America |
| 78     | 13/09/15 | Hyde Park, Londra                                               | Regno Unito (bandiera) | Regno Unito           |
| 79     | 18/09/15 | U.S. Cellular Coliseum, Bloomington, Illinois                   | Stati Uniti (bandiera) | Stati Uniti d'America |
| 80     | 19/09/15 | Walmart Amphitheatre, Fayetteville, Arkansas                    | Stati Uniti (bandiera) | Stati Uniti d'America |
| 81     | 20/09/15 | BankPlus Amphitheater at Snowden Grove, Southaven, Mississippi  | Stati Uniti (bandiera) | Stati Uniti d'America |
| 82     | 21/09/15 | O'Reilly Events Centre, Springfield, Missouri                   | Stati Uniti (bandiera) | Stati Uniti d'America |
| 83     | 23/09/15 | Northrop Auditorium, Minneapolis, Minnesota                     | Stati Uniti (bandiera) | Stati Uniti d'America |
| 84     | 24/09/15 | The Sanford Center, Bemidji, Minnesota                          | Stati Uniti (bandiera) | Stati Uniti d'America |
| 85     | 25/09/15 | Tyson Events Centre, Sioux City, Iowa                           | Stati Uniti (bandiera) | Stati Uniti d'America |

## Band di supporto
- Bryan Adams - Chitarra, Cantante
- Keith Scott - Chitarra
- Mickey Curry - Batteria
- Gary Breit  - Tastiere
- Norm Fisher - Basso

## Lista delle canzoni - Bryan Adams at O2 Arena, Londra, 22 novembre 2014
La setlist di Bryan Adams in concerto presso la O2 Arena di Londra :
- Reckless
- One Night Love Affair
- She's Only Happy When She's Dancin'
- Run to You
- Heaven (con Jim Vallance)
- Kids Wanna Rock
- It's Only Love
- Long Gone
- Somebody
- Ain't Gonna Cry
- Summer of '69
- Let Me Down Easy (acustica)
- (Everything I Do) I Do It for You
- If Ya Wanna Be Bad Ya Gotta Be Good
- Cuts Like a Knife
- Can't Stop This Thing We Started
- Please Forgive Me
- When You're Gone (acustica)
- 18 til I Die
- Cloud Number Nine
- The Only Thing That Looks Good on Me Is You
- Too Hot to Handle
- You've Been a Friend to Me
- C'mon Everybody (Eddie Cochran cover)
- She Knows Me (acustica)
- Straight from the Heart (acustica)
- All for Love (acustica)